# Oceanapia fistulosa
Oceanapia fistulosa är en svampdjursart som först beskrevs av James Scott Bowerbank 1873.  Oceanapia fistulosa ingår i släktet Oceanapia och familjen Phloeodictyidae. Inga underarter finns listade i Catalogue of Life.